# Вечная битва
«Вечная битва» (англ. Megiddo: The Omega Code 2) — научно-фантастический приключенческий фильм 2001 года, снятый Брайаном Тренчард-Смитом, с Майклом Йорком, Майклом Бьеном, Дайан Венора, Р. Ли Эрми, Удо Киром и Франко Неро в главных ролях. Это продолжение фильма 1999 года Код Омега, являющееся частью приквела и альтернативным пересказом первого фильма. У него значительно больший бюджет (20 миллионов долларов), чем у его предшественника (7,6 миллиона долларов). Ведущий актер Йорк подробно описал процесс создания фильма в журнале, который он затем опубликовал в виде книги под названием Dispatches from Armageddon (Послания из Армагеддона).

## Сюжет
Стоун и Дэвид Александер это братья и сыновья известного политика. Но на самом деле Стоун это Сатана в человеческом обличье. Младший брат Дэвид восхищается Стоуном и считает его образцом для подражания. Оба, следуя по стопам отца, становятся политиками. Но в отличие от Стоуна Дэвид не стремится к мировому господству. В конце концов, Стоун становится канцлером Европейского Союза и, таким образом, постепенно правит всем миром. Когда его намерения становятся очевидными, единственные, кто может остановить его, это его младший брат Дэвид, ныне президент Соединенных Штатов, и жена Стоуна Габриэлла, бывшая большая любовь Дэвида.